# Monster Truck Madness (videojuego de 2003)
Monster Truck Madness es un videojuego de carreras todoterreno de 2003 desarrollado por Tantalus Interactive y publicado por THQ para Game Boy Advance. Es la cuarta entrega de la serie Monster Truck Madness.

## Jugabilidad
El juego difiere bastante de los otros juegos de MTM, ya que este juego se parece mucho más a los juegos de carreras lanzados en Nintendo 64, como Cruis'n USA y otros juegos de la serie Cruis'n. El jugador compite en una carrera de 6 camiones con una selección de 30 pistas y un modo de contrarreloj. También hay varias armas y artículos similares a Monster Truck Madness 64.

## Recepción
Monster Truck Madness recibió críticas "generalmente favorables" según el sitio web agregador de reseñas Metacritic.
Gamezilla! escribió: "Logra capturar el realismo total de la conducción en 3D en un dispositivo portátil sin tener que hacer que los gráficos sean pequeños e irregulares".
Cinescape escribió: "Para ser perfectamente honesto, este es uno de los juegos de Game Boy Advance más atractivos del mercado... [y] uno de los mejores juegos de carreras de estilo arcade en Game Boy Advance".
Nintendojo escribió: "Aunque es extremadamente corto y carece de multijugador, Monster Truck Madness es hermoso y aun así ofrece una experiencia de carrera divertida".
Game Over Online escribió: "Las imágenes son definitivamente la fuerza del juego. Los controles y el audio lucharían por el segundo lugar. La variedad, desafortunadamente, es la última".
Craig Harris de IGN escribió: "Un título de carreras de calidad. La falta de estadísticas y modo multijugador es una lástima, absolutamente, pero el núcleo del diseño también es importante, y la acción de carreras está definitivamente bien producida en el hardware limitado de Game Boy Advance".
Nintendo Power escribió: "El excelente motor de conducción en 3-D para Monster Truck Madness de THQ ofrece una velocidad de cuadro suave y una genuina sensación de velocidad".
Game Informer escribió: "Los vehículos no se comportan como lo harían en la vida real y son tan escasos en emociones que necesita sentarse encima de una pila de guías telefónicas para ver por encima del tablero".